# Phoenicurus ochruros
Il codirosso spazzacamino (Phoenicurus ochruros (S.G.Gmelin, 1774)) è un piccolo uccello passeriforme che appartiene alla famiglia dei Muscicapidi.

## Descrizione
La dimensione è quella di un passero. Il colore del maschio è grigio sul dorso, nero sulla gola, sulle guance e sul petto, la coda è rosso arancione e presenta una evidente macchia alare bianca. La femmina ha colori più smorzati tendenti al verde oliva, ma conserva la coda rossa.

## Biologia

### Canto
Il richiamo è un tic persistente e spesso ripetuto, risulta piuttosto breve e nella prima frazione si fa quasi graffiante. In un secondo momento emette invece dei cinguettii ravvicinati e più melodici, molto simili a quelli del Codirosso comune. Il codirosso spazzacamino è un uccello territoriale.

### Alimentazione
Il codirosso spazzacamino si nutre nei campi e negli abitati. Il suo regime alimentare è composto soprattutto da invertebrati. Durante l'autunno e l'inverno consuma anche bacche e piccoli frutti. Nelle zone costiere, dove frequenta le spiagge, si nutre anche di piccoli crostacei. Pur essendo diffidente verso l'uomo può accettare il cibo che gli viene offerto.

### Riproduzione

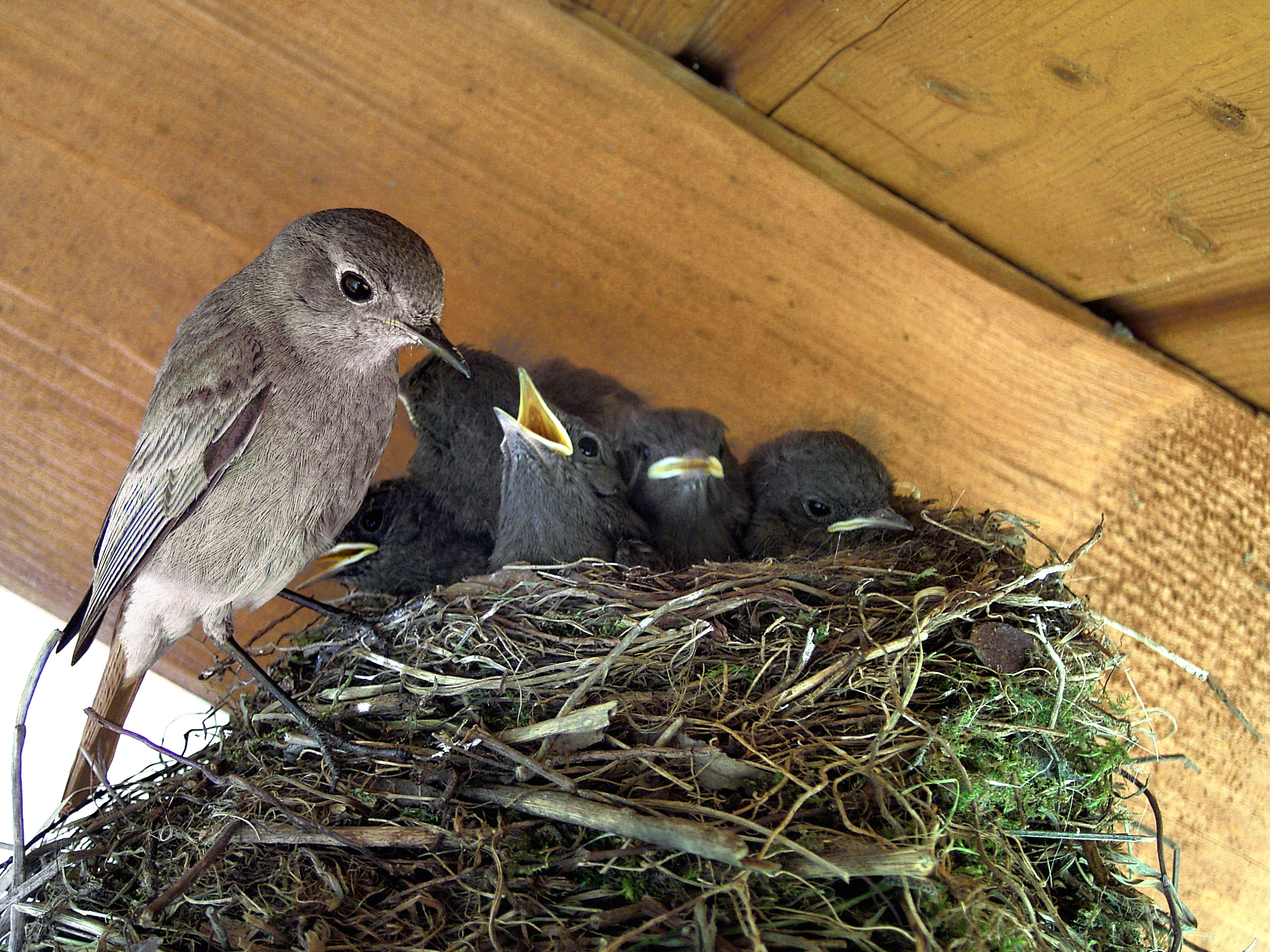
Una femmina di codirosso spazzacamino si prende cura dei piccoli

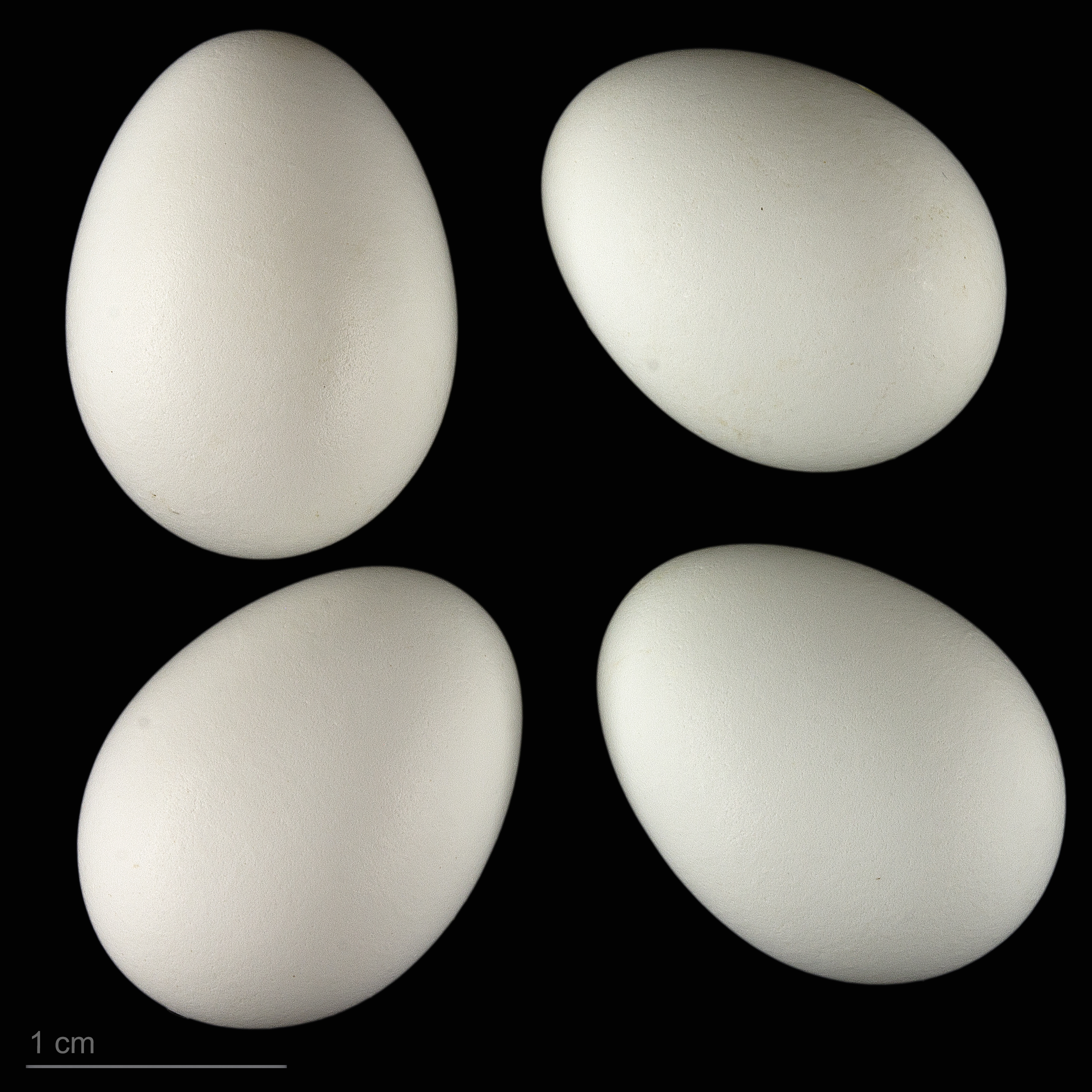
Uova di Phoenicurus ochruros gibraltariensis - Museo di Tolosa

È un animale monogamo. Il nido è costruito nella cavità fra le rocce e nelle abitazioni umane.
La femmina deposita da 4 a 6 uova bianche. L'incubazione dura circa 13 giorni, è la femmina che cova. I due genitori nutrono i pulcini nel nido. L'involo avviene tra i 30 e i 35 giorni dalla nascita.

## Distribuzione e habitat
È nidificante in tutta Europa, in Europa meridionale è stanziale, al più si sposta verso il piano nel periodo invernale, mentre le popolazioni dell'Europa centro-settentrionale sono migratrici. Non è presente in gran parte dell'arcipelago Britannico e in Scandinavia. In Italia vive nelle zone montuose e si sposta in pianura durante l'inverno.
Il suo habitat naturale è nelle zone rocciose di montagna (ma anche ad altitudini più basse), la specie si è adattata benissimo all'habitat urbano e si può avvistare facilmente nelle zone con meno traffico delle città come piccoli paesi, centri suburbani, zone industriali, ecc.

## Galleria d'immagini

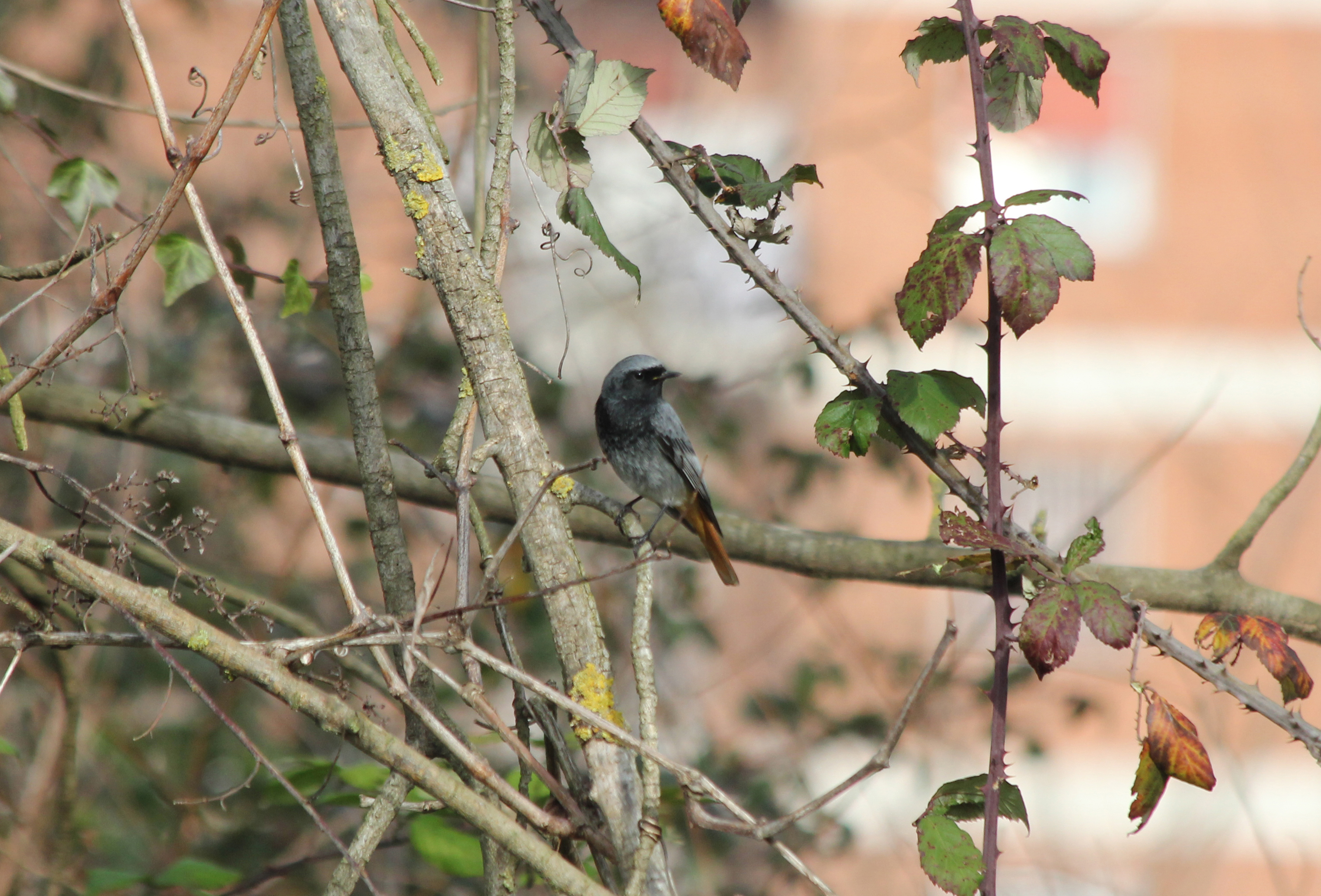
Phoenicurus ochruros (Codirosso spazzacamino) a Roma, Parco della Caffarella (Parco regionale dell'Appia antica).
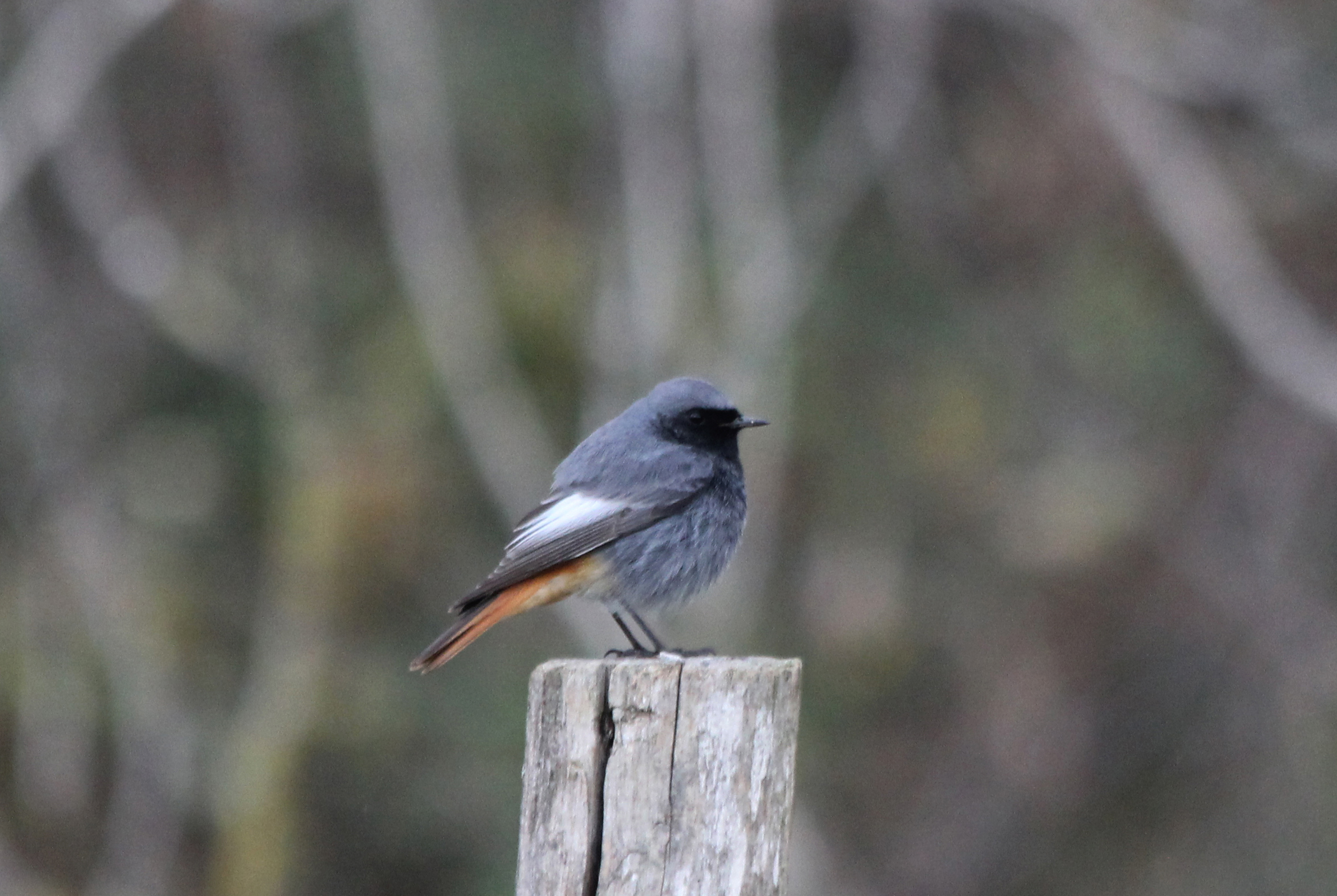
Phoenicurus ochruros (Codirosso spazzacamino) a Roma, Parco della Caffarella (Parco regionale dell'Appia antica).
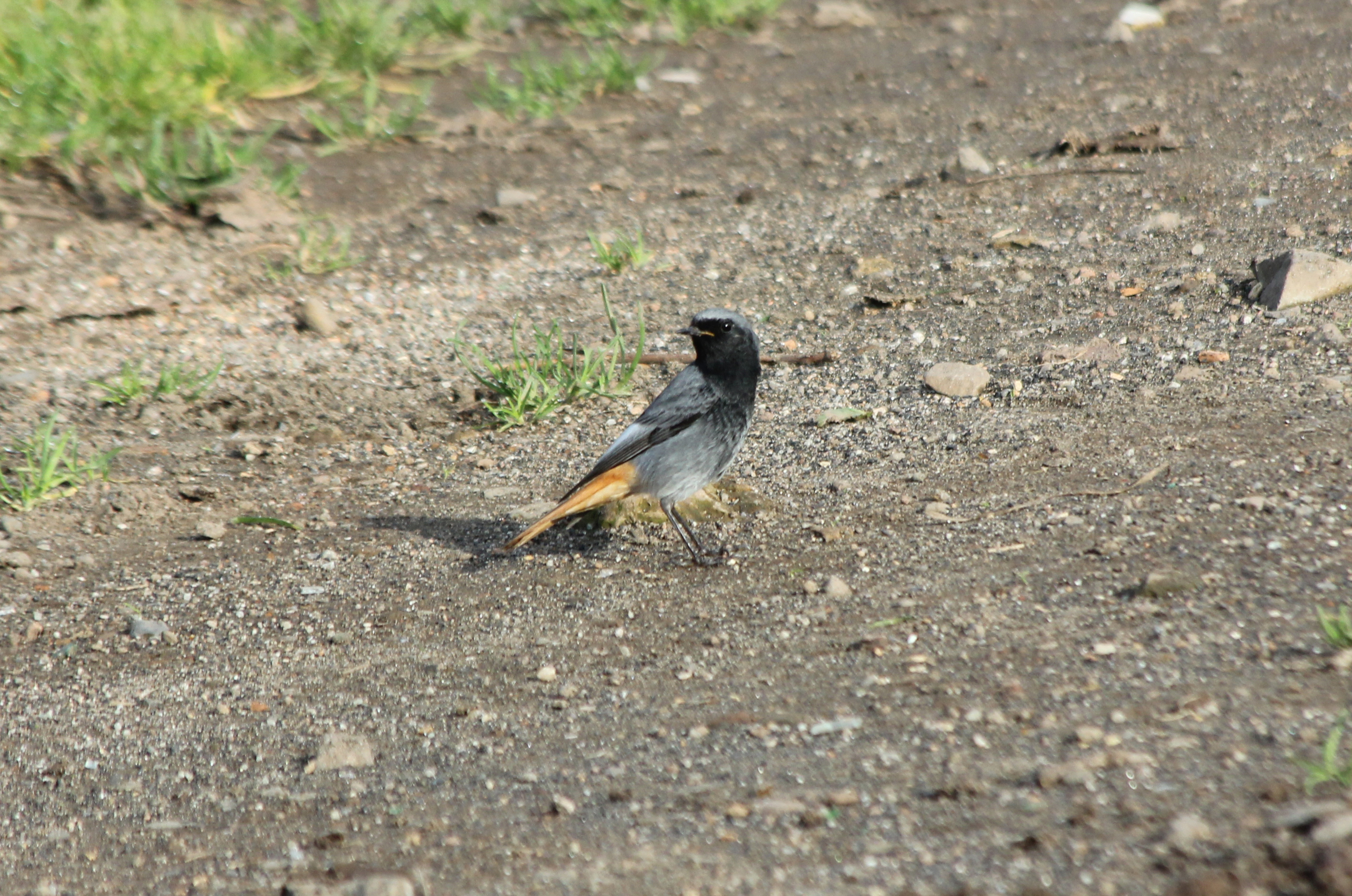
Phoenicurus ochruros (Codirosso spazzacamino) a Roma, Parco della Caffarella (Parco regionale dell'Appia antica).
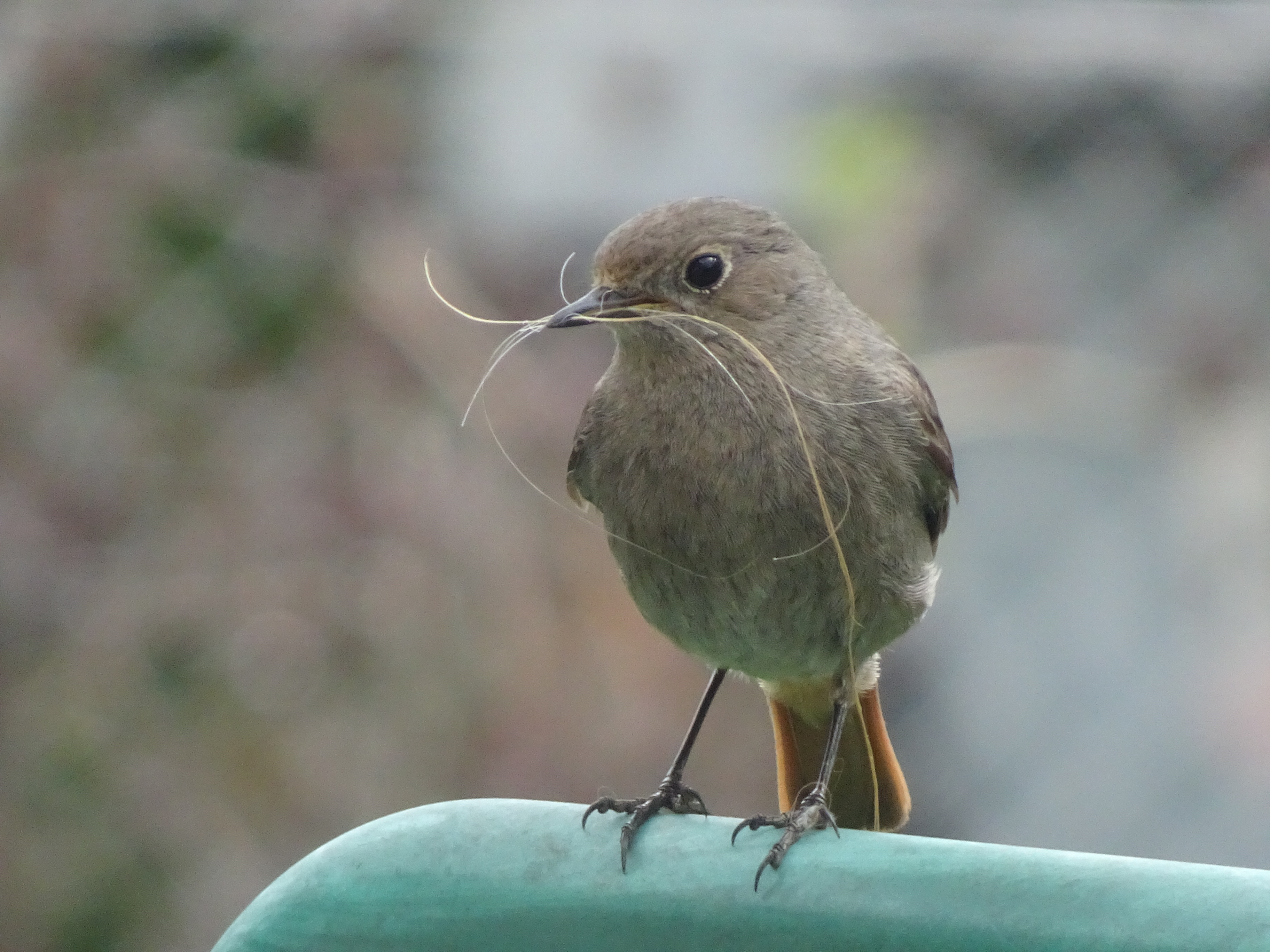
Phoenicurus ochruros (Codirosso spazzacamino) femmina a Slovenske Konjice, Slovenia.
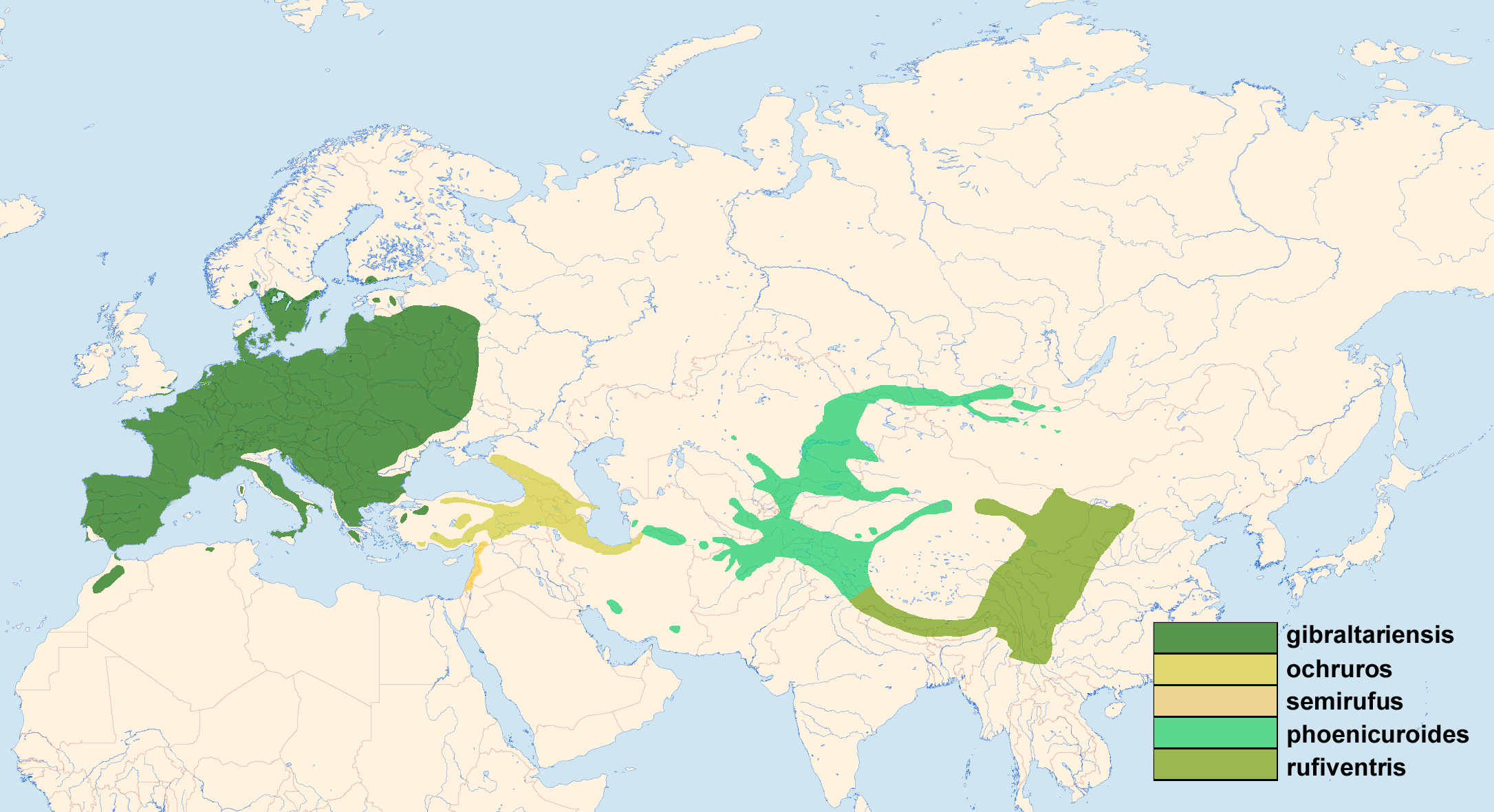
Areali delle sottospecie